# Неторопливые пешеходы, омнибусы с открытым верхом и кэбы со скачущими лошадьми
«Неторопливые пешеходы, омнибусы с открытым верхом и кэбы со скачущими лошадьми» (англ. Leisurely pedestrians, open topped buses and hansom cabs with trotting horses) — немой короткометражный документальный фильм режиссёра и изобретателя Уильяма Фриз-Грина. Снят в январе 1889 года.
Фильм никогда не был публично показан на экране, хотя несколько фотографических журналистов видели его при жизни — в том числе Томас Беддинг, Джей Хей Тейлор и Теодор Браун. В настоящее время он считается утерянным фильмом без известных сохранившихся кадров (кроме одного сохранившегося неподвижного изображения).

## Интересные факты
Этот фильм был снят на целлулоидную пленку с использованием хронофотографической камеры. Долгое время считался первым кинофильмом — до обнаружения фильмов Луи Лепренса, которые были сняты годом ранее. Кинолента, на которую был снят фильм, была длиной в 20 футов.
В 1889 году в Лондоне У. Фриз-Грином был снят ещё один немой чёрно-белый короткометражный фильм — Уголок Гайд-парка (англ. Hyde Park corner). Некоторые считают его частью фильма «Неторопливые пешеходы…». Фильм также считается утерянным, в настоящее время не сохранилось никаких кадров. При съёмках фильма также использовались хронофотографическая камера и целлулоидная плёнка.
Существует двухсекундная версия фильма «Уголок Гайд-парка» (в ней также сняты пешеходы и повозки), хотя некоторые считают, что фильм длится около минуты.

## История
У. Фриз-Грин начал работать над фильмами в 1888 году. Тогда он снял короткометражный немой документальный фильм «Сцена на Брайтон-стрит» (англ. Brighton Street Scene, до наших дней не сохранился). В фильме были сняты пешеходы и повозки, он длился 49 секунд.

## Сюжет
Великобритания 1889 года. Пешеходы и конные повозки у Эпсли-Гейт в Гайд-парке, Лондон.